# Wyższa szkoła kształcenia nauczycieli
Wyższa szkoła kształcenia nauczycieli / nauczycielek (skrót: WSKN) (niem. Hochschule für Lehrerbildung / Lehrerinnenbildung, skrót: HfL) – typ świeckiej wyższej szkoły zawodowej o niepełnym statusie akademickim, funkcjonującej w Niemczech (III Rzesza) w latach 1933–1942. W piśmiennictwie naukowym są niekiedy utożsamiane z wyższymi szkołami pedagogicznymi.

## Historia
WSKN powstawały z przekształcenia akademii pedagogicznych (niem. Pädagogische Akademie, skrót: PA), bądź jako nowo utworzone uczelnie. Kształciły na poziomie wyższym nauczycieli i nauczycielki szkół ludowych zasadniczo w trybie dwuletnim (4 semestry), w niektórych przypadkach 2,5-letnim (z 5 semestrami). Do przyjęcia na studia niezbędne było przedstawienie świadectwa dojrzałości (niem. Abitur), zaś po ich ukończeniu możliwa była kontynuacja kształcenia na uniwersytetach. Od studentów wymagano m.in. odbywania wakacyjnych praktyk pedagogicznych w różnych placówkach oświatowych, prowadzenia lekcji w przyuczelnianych tzw. szkołach ćwiczeń (niem. Übungsschule) oraz napisania 3 prac semestralnych oraz końcowej, badawczej pracy egzaminacyjnej, którą broniło się na egzaminie państwowym pierwszego stopnia, uprawniającym do nauczania w szkołach ludowych (niem. Erste Prüfung für das Lehramt an Volksschulen). Kadrę WSKN stanowili nauczyciele akademiccy zatrudnieni na stanowiskach profesorów (niem. Professor) i docentów (niem. Dozent) oraz pracownicy pomocniczy. Szkoły wydawały periodyki: obowiązkowe semestralne plany pracy (niem. Arbeitsplan), a niektóre również zbiory publikacji naukowych pisanych przez nauczycieli akademickich i wybitniejszych studentów. Każda WSKN posiadała własną bibliotekę dydaktyczno-naukową. W latach 1941–1942 WSKN przekształcono w nieakademickie Zakłady Kształcenia Nauczycieli / Nauczycielek (niem. Lehrerbildungsanstalt / Lehrerinnenbildungsanstalt, skrót: LBA) o skróconym, pół- do półtorarocznym trybie kształcenia (1–3 semestry).
Na terytorium współczesnej Polski do 1945 (na tzw. Ziemiach Zachodnich) działało 6 takich uczelni: w Bytomiu, Elblągu, Gdańsku, Jeleniej Górze, Lęborku i Pile, a kolejne 2 w znajdowały się bezpośrednim sąsiedztwie: we Frankfurcie nad Odrą i w Chociebużu (obie zostały założone w 1930 jako akademie pedagogiczne: niem. Pädagogische Akademie Frankfurt a. d. Oder, Pädagogische Akademie Cottbus). Jedna z nich (w Pile) przyjmowała na studia wyłącznie kobiety.

## Wyższe Szkoły Kształcenia Nauczycieli w granicach dzisiejszej Polski

### Bytom

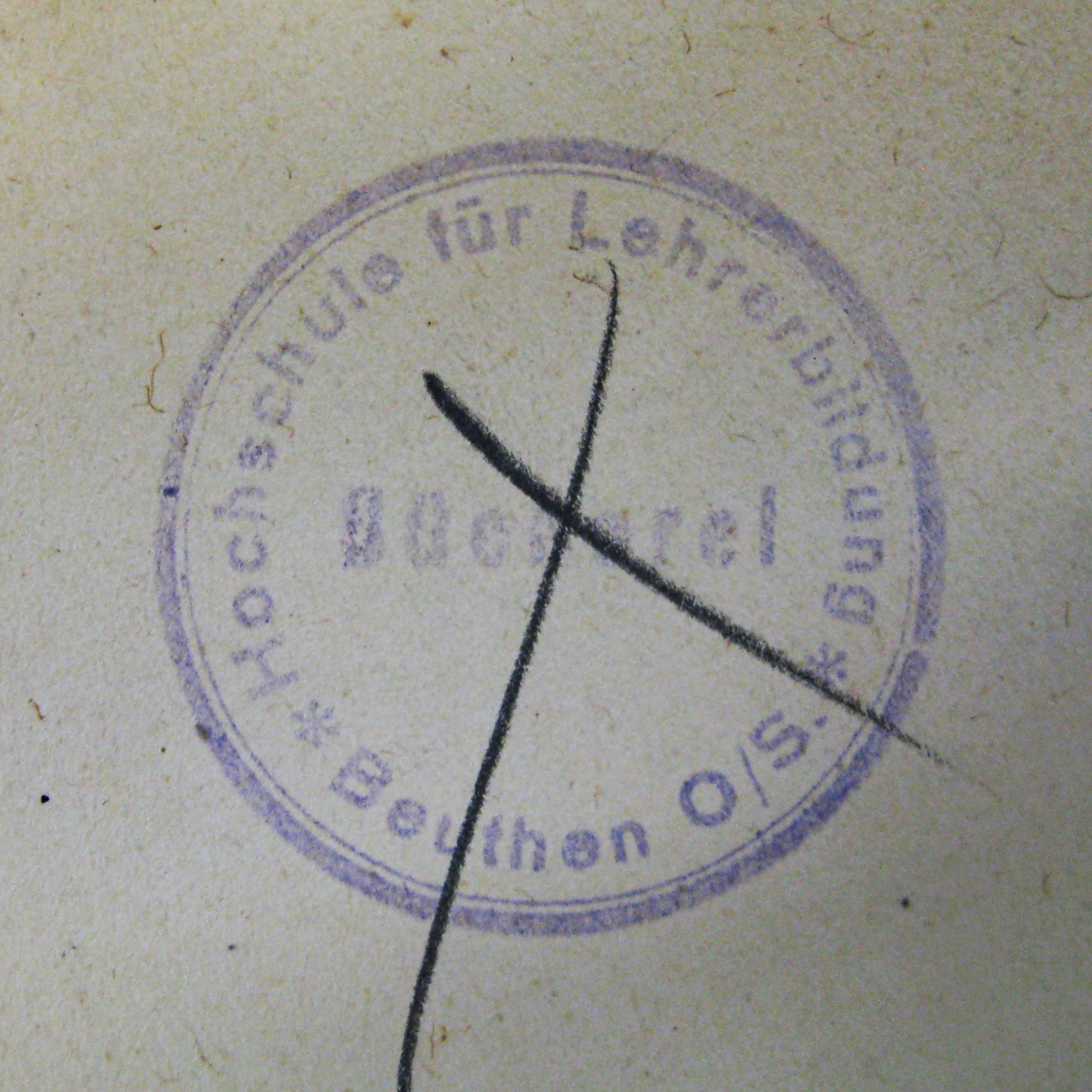
pieczątka biblioteczna z Hochschule für Lehrerbildung Beuthen O/S.

Wyższa Szkoła Kształcenia Nauczycieli w Bytomiu (niem. Hochschule für Lehrerbildung Beuthen O.S)
Założona w 1930 jako katolicka Akademia Pedagogiczna w Bytomiu (niem. Pädagogische Akademie Beuthen O.S.), w 1933 przemianowana na WSKN, a w 1942 przekształcona w Zakład Kształcenia Nauczycielek w Bytomiu (niem. Lehrerinnenbildungsanstalt Beuthen O.S.), który zamknięto w 1945. Do 1938 na uczelni funkcjonował Wydział Polski, kształcący wykwalifikowanych nauczycieli szkół ludowych dla polskiej mniejszości narodowej.
Gmach główny: dawne Królewskie Katolickie Seminarium dla Nauczycielek w Bytomiu (rozbudowany dla Akademii Pedagogicznej), dziś Państwowe Szkoły Budownictwa – Zespół Szkół im. Powstańców Śląskich w Bytomiu, ul. Powstańców Śląskich 10.

### Elbląg
Wyższa Szkoła Kształcenia Nauczycieli w Elblągu (niem. Hochschule für Lehrerbildung Elbing)
Założona w 1926 jako ewangelicka Akademia Pedagogiczna w Elblągu (niem. Pädagogische Akademie Elbing), w 1933 przemianowana na WSKN, a w 1941/1942 przekształcona w Zakład Kształcenia Nauczycieli w Elblągu (niem. Lehrerbildungsanstalt Elbing), który zamknięto w 1945.
Siedziba: rozbudowany kampus dawnego Królewskiego Ewangelickiego Seminarium Nauczycielskiego w Elblągu z nowym gmachem głównym wzniesionym dla Akademii Pedagogicznej w Elblągu, dziś Zespół Szkół Mechanicznych w Elblągu, ul. J. A. Komeńskiego 39. W starym gmachu głównym seminarium dziś mieści się Zespół Szkół Ekonomicznych i Ogólnokształcących w Elblągu, ul. gen. J. Bema 50.

### Gdańsk
Wyższa Szkoła Kształcenia Nauczycieli w Gdańsku (niem. Hochschule für Lehrerbildung Danzig)
Założona w 1934, w 1942 przekształcona w Zakład Kształcenia Nauczycieli w Gdańsku (niem. Lehrerbildungsanstalt Danzig), który zamknięto w 1945.
Gmach główny: dawne Królewskie Katolickie Seminarium Nauczycielskie w Gdańsku, po 1945 m.in. Wyższa Szkoła Pedagogiczna w Gdańsku, Wydział Chemii Uniwersytetu Gdańskiego, dziś Politechnika Gdańska, Wrzeszcz, ul. Sobieskiego 18.

### Jelenia Góra
Wyższa Szkoła Kształcenia Nauczycieli w Jeleniej Górze (niem. Hochschule für Lehrerbildung Hirschberg Rsgb.)
Założona w 1933 w Halle (Saale), w 1934 przeniesiona do Jeleniej Góry, w 1942 przekształcona w Zakład Kształcenia Nauczycieli w Jeleniej Górze (niem. Lehrerbildungsanstalt Hirschberg Rsgb.), który zamknięto w 1945.
Gmach główny: zbudowany dla WSKN, dziś Uniwersytet Ekonomiczny we Wrocławiu, Filia w Jeleniej Górze, ul. Nowowiejska 3 (Budynek A).

### Lębork
Wyższa Szkoła Kształcenia Nauczycieli w Lęborku (niem. Hochschule für Lehrerbildung Lauenburg i. P., 1938–1940: Grenzlandhochschule für Lehrerbildung Lauenburg in Pom.)
Założona w 1933, od 1938 w nowej siedzibie jako Pograniczna Wyższa Szkoła Kształcenia Nauczycieli w Lęborku, zamknięta w 1940, a w 1941 ponownie otwarta jako Zakład Kształcenia Nauczycieli w Lęborku (niem. Lehrerbildungsanstalt Lauenburg), przemianowany potem na Zakład Kształcenia Nauczycielek w Lęborku (niem. Lehrerinnenbildungsanstalt Lauenburg), który zamknięto w 1945.
Gmach główny: wzniesiony w 1928 dla Państwowego Liceum w Lęborku (niem. Staatliches Lyzeum in Lauenburg / Pommern), w latach 1933–1938 siedziba WSKN, dziś I Liceum Ogólnoksztacące im. Stefana Żeromskiego w Lęborku, ul. A. Dygasińskiego 14. Nowy kampus (w innej lokalizacji) został zbudowany w latach 1934–1938 dla WSKN (oddawany do użytku w latach 1937–1938), po II wojnie światowej Liceum Pedagogiczne w Lęborku (do 1970), Studium Nauczycielskie w Lęborku, dziś: Zespół Szkół Mechaniczno-Informatycznych im. prof. Henryka Mierzejewskiego w Lęborku, ul. Marcinkowskiego 1 oraz Zespół Szkół Ogólnokształcących nr 2 im. Karola Wojtyły w Lęborku, ul. Marcinkowskiego 1.

### Piła
Wyższa Szkoła Kształcenia Nauczycielek w Pile (niem. Hochschule für Lehrerinnenbildung Schneidemühl)
Założona w 1936, od 1942 przekształcona w Zakład Kształcenia Nauczycielek w Pile (niem. Lehrerinnenbildungsanstalt Schneidemühl), który zamknięto w 1945.
Siedziba w latach 1936–1941: kompleks dawnego Królewskiego Katolickiego Seminarium Nauczycielskiego w Pile, dziś Szkoła Podstawowa nr 7 im. Adama Mickiewicza w Pile, al. Wojska Polskiego 45. W latach 1939–1941 wzniesiono nowy kampus uczelni przy Bergstraße obok lotniska z trzypiętrowym gmachem głównym, po II wojnie światowej użytkowany jako koszary wojsk lotniczych (JW1316), dziś budynek mieszkalny, Piła, ul. Kołobrzeska 8.